# August Spies (Politiker)
August Spies (* 13. Dezember 1893 in Brücken; † 30. Juni 1972 ebenda) war ein deutscher Politiker (CDU).

## Leben und Beruf
Nach dem Besuch der Volksschule und der Fortbildungsschule in Brücken arbeitete Spies von 1908 bis 1935 als Bergmann. 1933 wurde er kurzzeitig in „Schutzhaft“ genommen. Er war von 1935 bis 1945 als Bergbauangestellter im Saarland tätig, zuletzt auf der Grube Heinitz-Dechen. Zwischenzeitlich besuchte er von 1941 bis 1943 die Bergbauberufsschule in Heinitz bei Neunkirchen. 1945 wurde er von der Saarknappschaft in den Ruhestand versetzt.

## Partei
Spies war von 1919 bis 1933 Mitglied der BVP. Nach dem Zweiten Weltkrieg zählte er zu den Mitbegründern der CDP in der Pfalz, aus der später der rheinland-pfälzische Landesverband der CDU hervorging. Später wurde er zum Vorsitzenden des CDU-Kreisverbandes Kusel und in den Landesvorstand der pfälzischen Christdemokraten gewählt.

## Abgeordneter
Spies wurde 1946 in den Kreistag des Kreises Kusel gewählt. Er war 1946/47 Mitglied der Beratenden Landesversammlung des Landes Rheinland-Pfalz und dann bis zu seiner Mandatsniederlegung am 31. Oktober 1953 Mitglied des Rheinland-Pfälzischen Landtages. Nachrücker im Landtag wurde Johann Klinkner. Dem Deutschen Bundestag gehörte er von 1953 bis 1961 an. Im Parlament vertrat er den Wahlkreis Kaiserslautern.
Spies war Mitglied der 1. und 3. Bundesversammlung zur Wahl des Bundespräsidenten.

## Öffentliche Ämter
Spies amtierte von 1946 bis 1948 als ehrenamtlicher Bürgermeister der Gemeinde Brücken und wurde dort im Dezember 1948 zum hauptamtlichen Bürgermeister gewählt.